# Cheirurus
Cheirurus – rodzaj stawonogów z wymarłej gromady trylobitów, z rzędu Phacopida. Żył w okresie od późnego kambru do środkowego dewonu.